# Бечівник

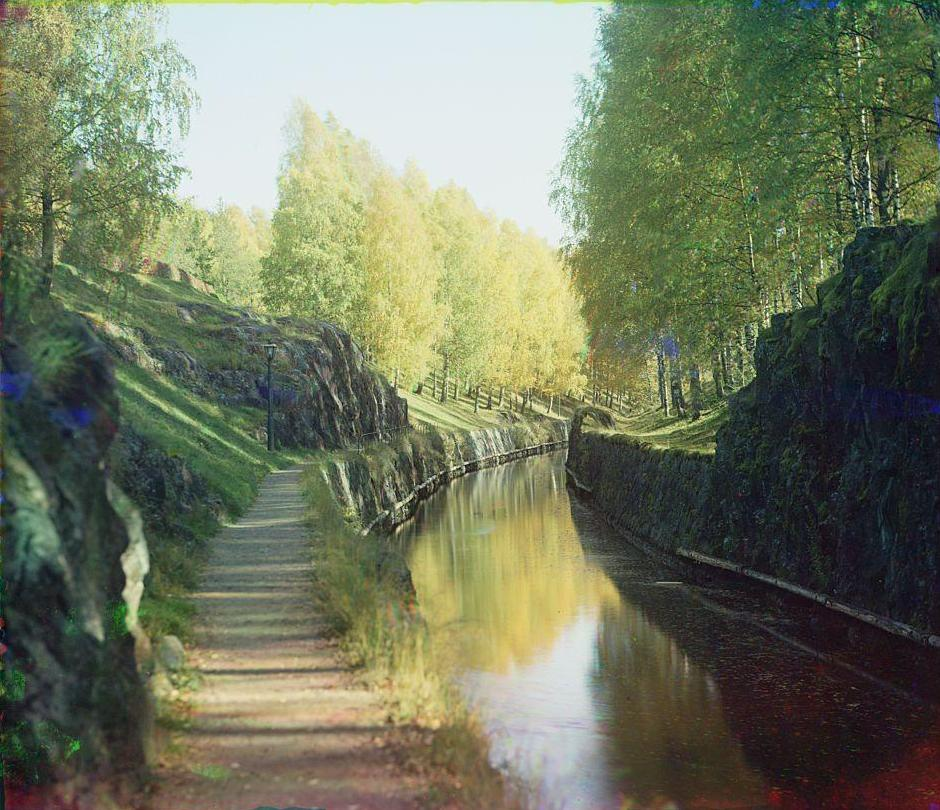
Бечівник на Сайменському каналі, 1903 р. Фото С. М. Прокудіна-Горського

Бечі́вни́к — смуга суші вздовж берегів водних об'єктів загального користування. За визначенням «Юридичної енциклопедії» — «історична назва берегової смуги землі вздовж судноплавних річок, озер, каналів та інших внутрішніх водних шляхів сполучення, відведена для потреб, пов'язаних з судноплавством, ремонтом суден, сплавом лісу, для пристані, а також для відпочинку лоцманів і бурлак». Назва походить від рос. бечевник і пов'язана з бечева («линва для тягання суден, бичова»), оскільки по таких смугах колись пересувалися тварини чи люди (бурлаки), що проводили линвою плавзасоби. У сучасному законодавстві України термін «бечівник» не вживається.
У деяких місцевостях на бечівниках влаштовувалися буксирні дороги.

## Історія

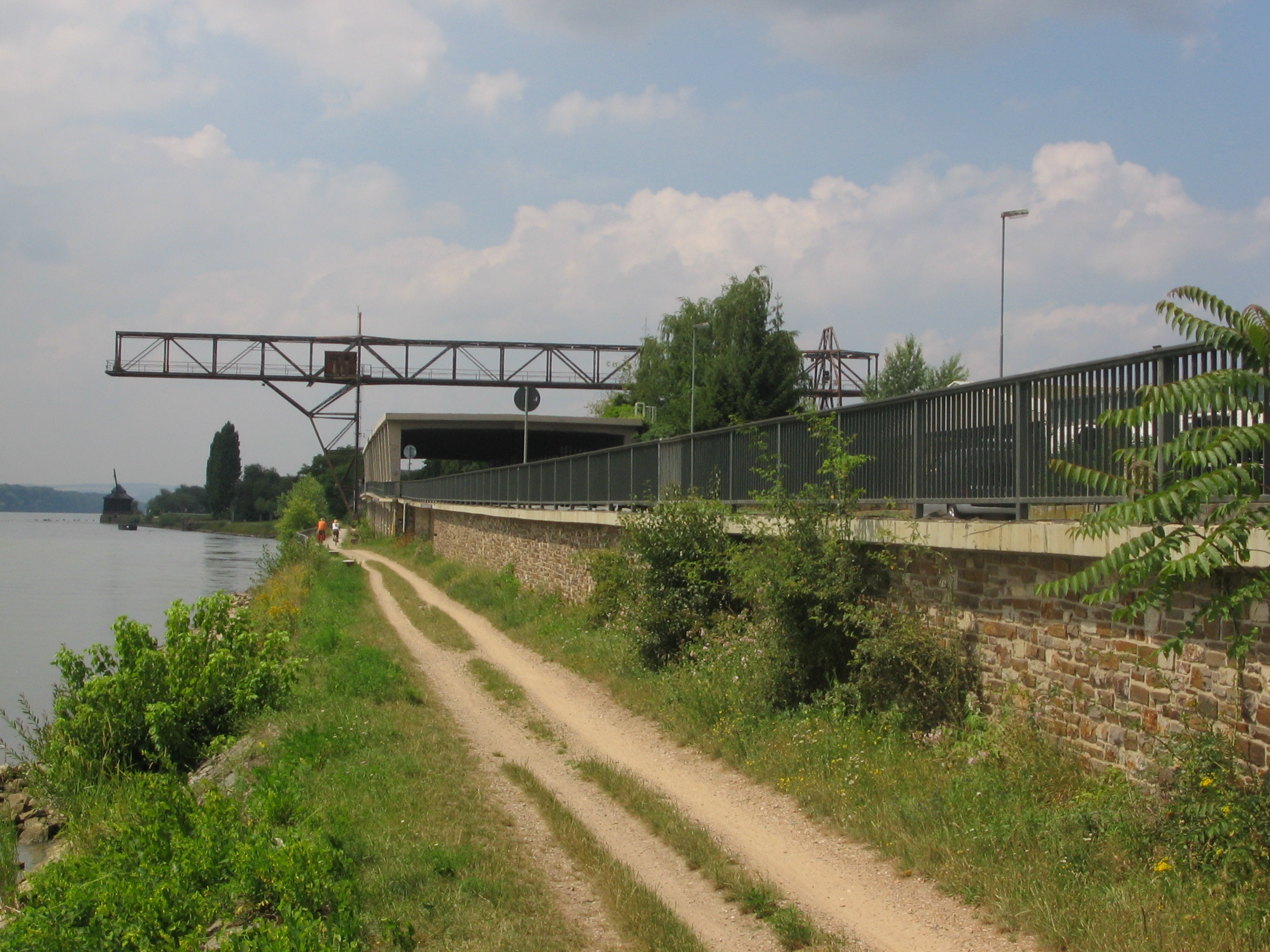
Бечівник на Рейні, Райнгау, Німеччина

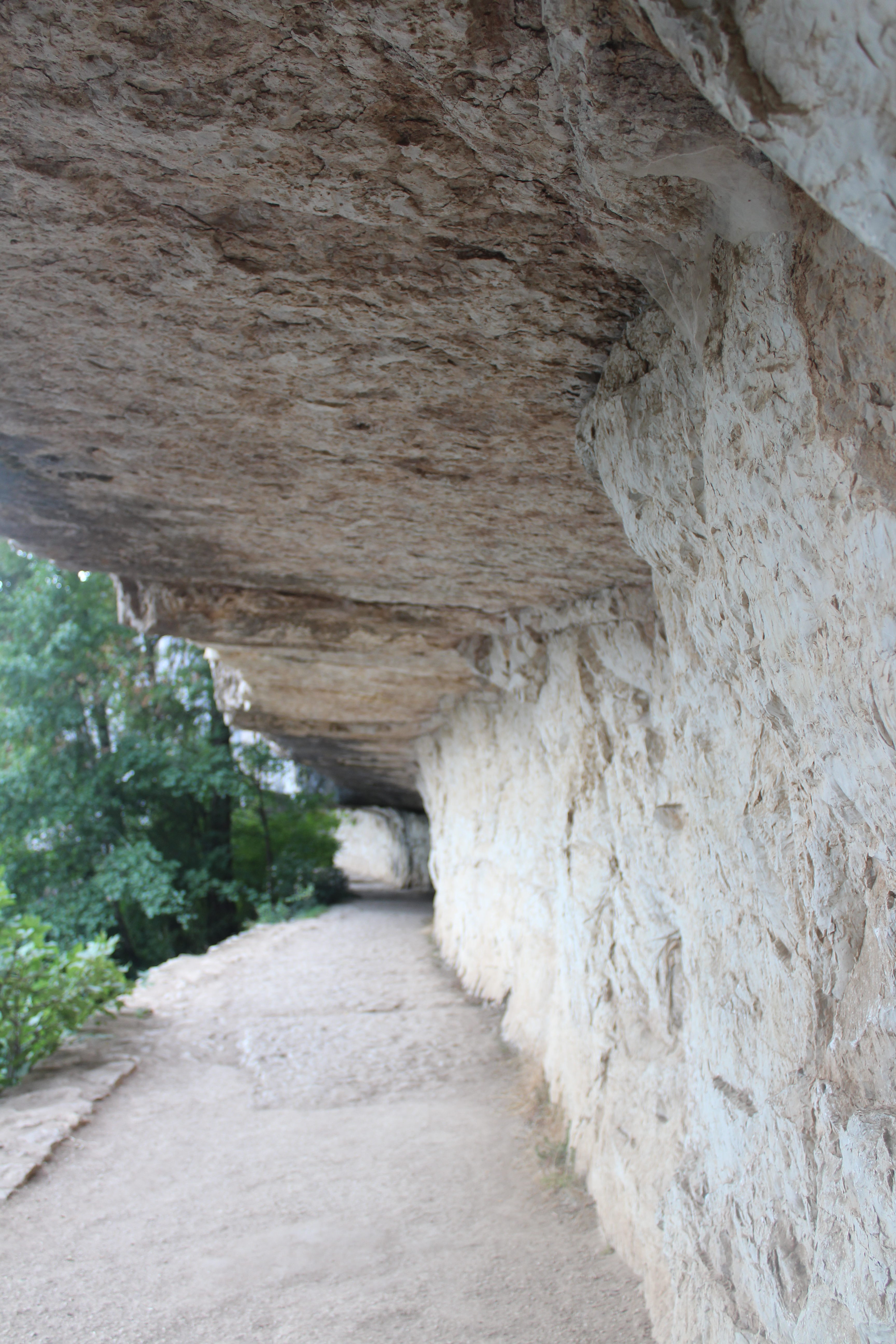
Буксирна дорога, прорубана в скелі на березі річки Лот між Бузьє і Сен-Сірк-Лапопі, департамент Лот, Франція

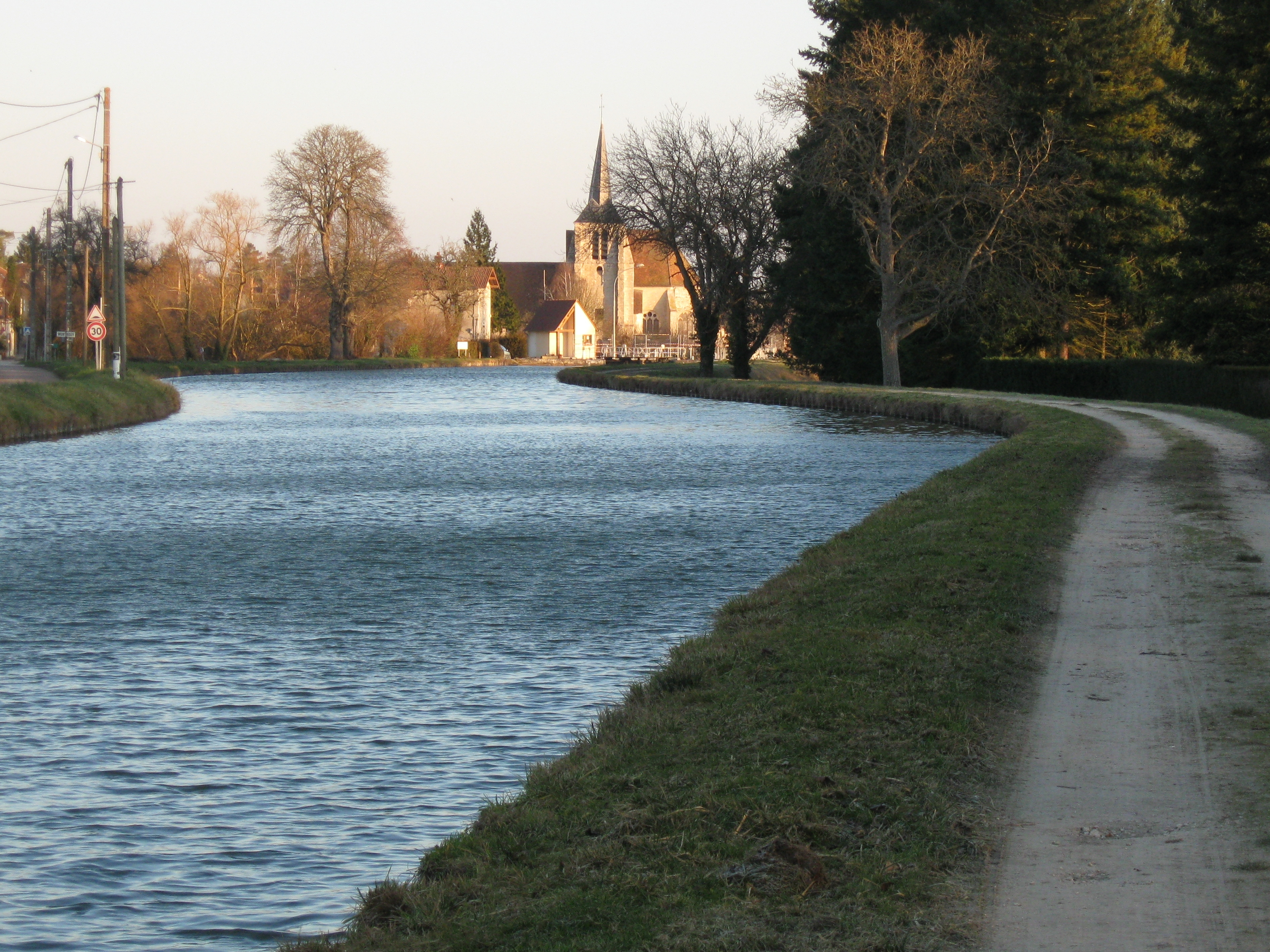
Незабрукована буксирна дорога Бріарського каналу в Монбуї

У «Словнику Брокгауза і Єфрона» термін «бечівник» (бечевник, бичевник, бечевая) визначається як «певний простір землі, відведений по берегах річок та інших водних сполучень для линвової тяги суден і плотів і для інших потреб судноплавства». У Російській імперії до складу бечівника входили простір берега від урізу води до його гребеня разом зі смугою землі шириною 10 сажнів (21 м) від гребеня. Простір цей лишався незмінним, незалежно від того, якого напрямку б набув судновий фарватер через зміну русла річки: якщо води відмивала частину берега, тоді бечівник пересувався в бік суходолу. У випадку, якщо річка мала дуже низькі береги, то ширина бечівника встановлювалася тільки в 10 сажнів від урізу середнього меженного рівня води, але під час повені судноплавці мали користуватися смугою землі вздовж лінії розливу.

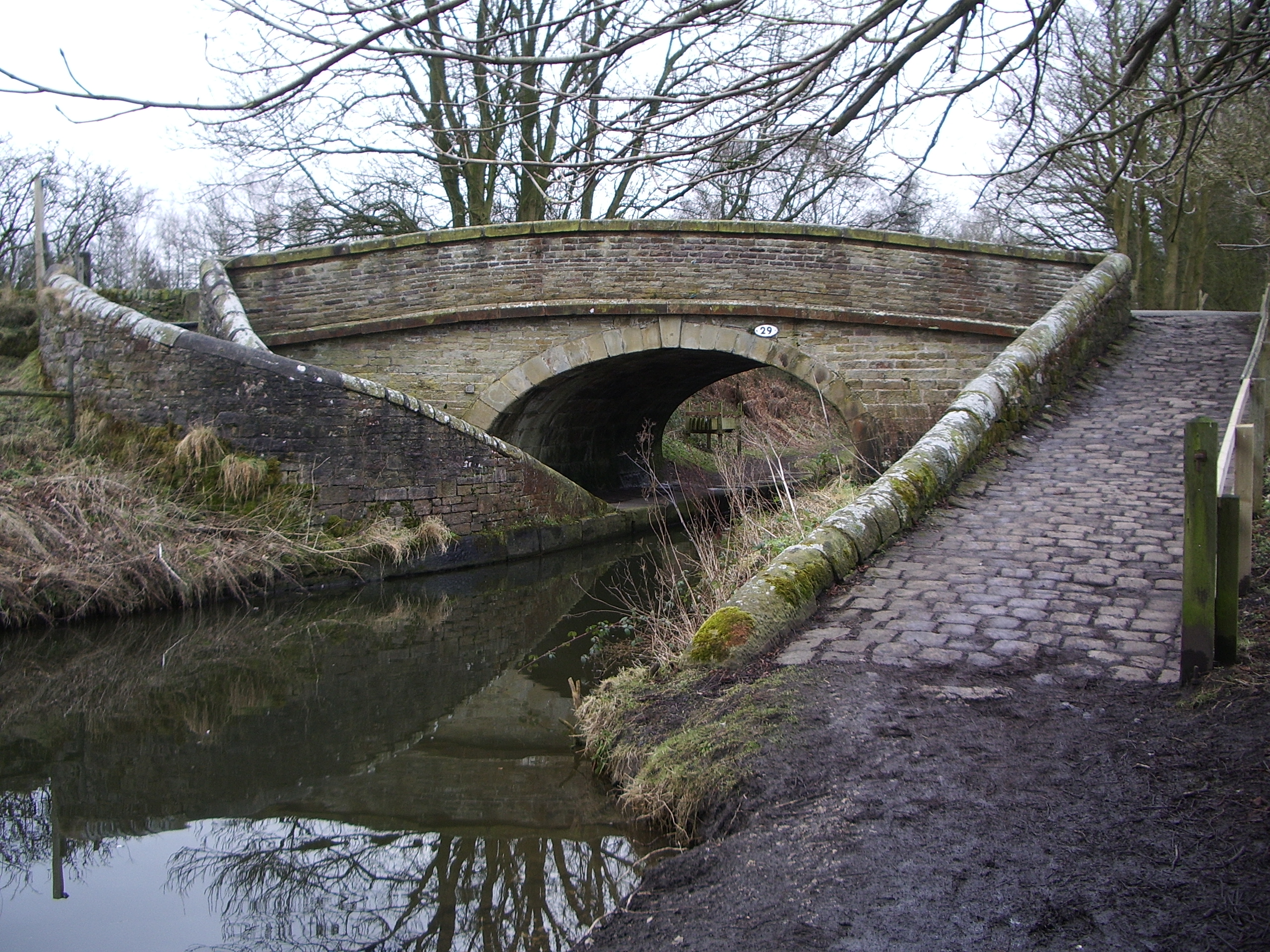
Оборотний міст на Макклсфільдському каналі, Чешир, Англія

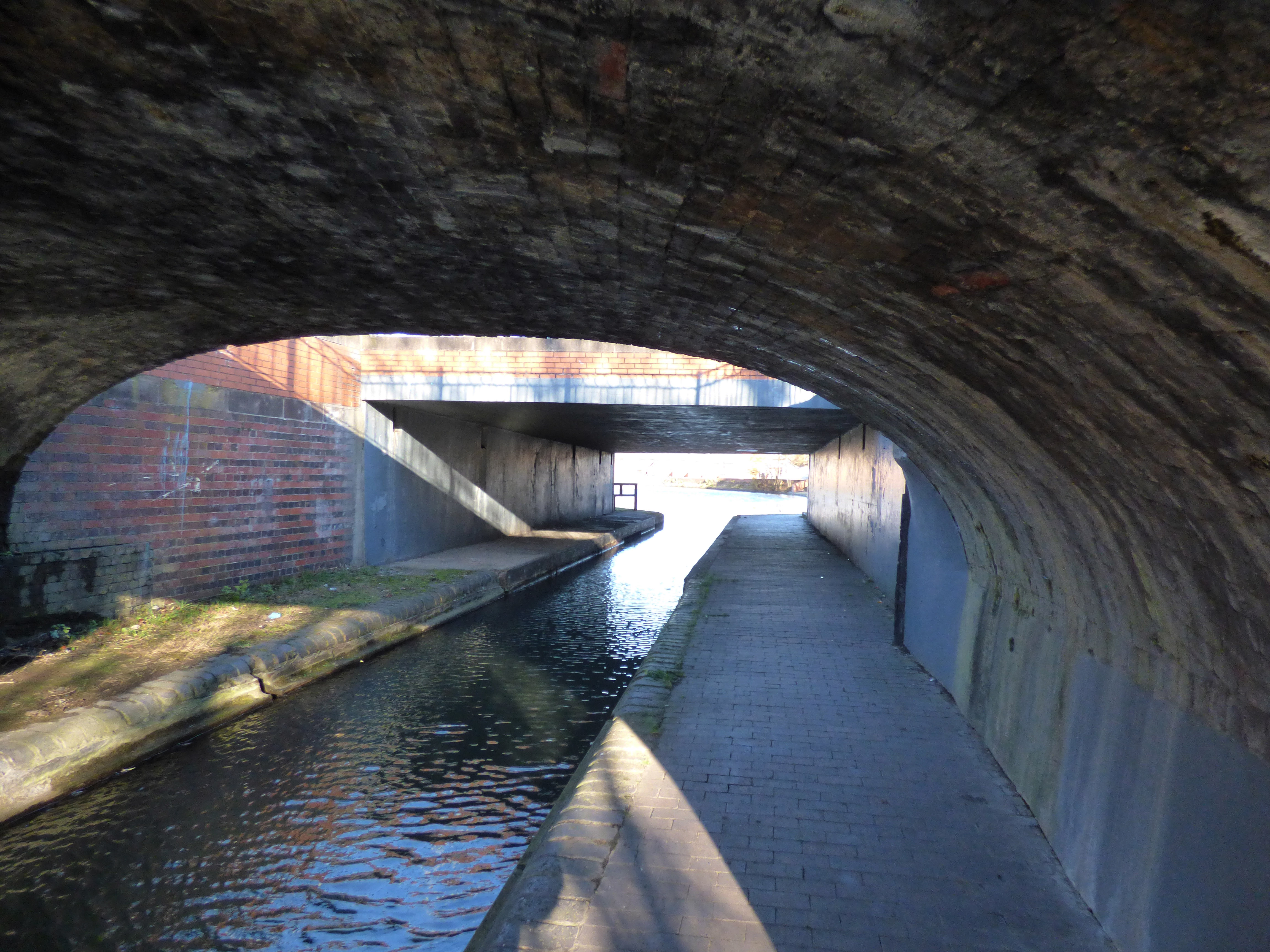
Буксирна дорога, прокладена під аркою мосту

Бечівники розділялися на природні й штучні. Перші йшли вздовж природних водних об'єктів (річок, озер), другі облаштовувалися вздовж каналів і природних гідрографічних об'єктів (при наявності шлюзів, вище й нижче гребель). За вилучення земель під штучний бечівник приватні особи, стани і товариства отримували державне вишкодування. Щодо смуги землі, відведеної під природний бечівник, вона не переставала бути власністю колишнього господаря, але ставала предметом спільного користування (сервітуту). Власник зобов'язувався виконувати такі вимоги: 1) на безоплатній основі давати прохід і проїзд людям, що займалися проведенням суден, дозволяти баркам та іншим суднам зупинятися при березі, причалювати й вивантажувати на нього товари; 2) не споруджати на бечівнику будь-яких нових будов і не перебудовувати вже наявних, зносити останні по їхньому цілковитому старінні (виняток становили, окрім тимчасових будов суднопромисловиків, ще млини, лісопильні та інші установи, які залишалися і зводилися з дозволу міністерства шляхів сполучення і за умови, що вони не перешкоджатимуть рухові суден); 3) влаштовувати при бечівнику знаряддя для риболовлі тільки з дозволу міністра шляхів сполучення.
Простір бечівника використовувався на основі сервітуту суднобудівельниками, водохідцями, лісопромисловиками й судновими робітниками для своїх потреб: будування, конопачення, смолення і ремонту суден, для складання у воднозаплавних місцях дров, для підняття їх водопіллям чи скидання з берега, для вивантаження дров чи лісу й сколочування колод у плоти, для линвової тяги плотів і суден, для підніжного корму вживаних до тяги коней, для причалювання, навантажування й розвантажування суден, для складання товарів і снастей, для днювань і ночувань і тимчасового розміщення суднових робітників, для приготування їм їжі, для всіх потреб судноплавства; окрім того, бечівник надавався в користування й рибалкам для пристановища й обсушування снастей. Суднопромисловики мали право з дозволу місцевої судноплавної поліції влаштовувати на бечівнику тимчасові балагани та хатини-зимівники для зимового зберігання майна, за умови, що вони не перешкоджатимуть пересуванню людей і коней бечівником і не будуть залишатися там понад 1 рік.
У часи СРСР бечівник спочатку перебував у міських поселеннях у віденні органів місцевого господарства, поза міськими поселеннями — у загальному віденні земельних органів. Ширина берегової смуги й правила користування нею залишилися колишніми. У 1960-1970-х роках «бечівник» визначався як «20-метрова смуга вздовж водних шляхів сполучення поза межею міських поселень». Земля під бечівник закріплялася за колгоспами, радгоспами тощо, але їхні права з його використання обмежувалися в інтересах нормального здійснення судноплавства і сплаву деревини.
У сучасному законодавстві України термін «бечівник» не вживається. Замість нього використовується поняття «берегова смуга». Берегова смуга встановлюється відповідно до Водного кодексу України. Розміри берегових смуг та господарська діяльність на них визначаються ст. 91 вказаного кодексу.
Буксирні дороги
У деяких країнах (Велика Британія, Франція, Нідерланди) по бечівниках вздовж річок і каналів прокладалися «буксирні дороги», призначені переважно для упряжних тварин (судна на кінній тязі). З початком масового будівництва каналів більшість з них влаштовувалася з паралельною дорогою. Вздовж річок такі дороги могли прокладатися в штучних виїмках. Деякі з них брукувалися, а для переведення упряжних коней на інший берег річки чи каналу споруджувалися так звані «оборотні мости». У разі, якщо дорога проходила під мостом, при частому проведенні суден на линвовій тязі виникала проблема захисту арки від абразивної дії линви, яка поступово руйнувала міст. Для запобігання руйнуванню арки її фасади зміцнювалися чавунними пластинами, які було легше замінити внаслідок зношення, ніж кам'яні конструкції. На широких річках замість оборотних мостів використовувалися кінські пороми (у теперішній час, коли кінська тяга більше не використовується й в поромах нема потреби, відсутність мостів становить труднощі для людей, що здійснюють прогулянки цими дорогами). Наприкінці XIX століття висувалися ідеї прокладання по буксирних дорогах залізничних рейок для використання локомотивної тяги, але реалізовані вони не були, оскільки парові і дизельні буксири видалися дешевшим варіантом. Зараз електричні локомотиви (так звані «мули») використовуються при проведенні суден через шлюзи Панамського каналу.
Після поширення річкових буксирів і розвитку наземного транспорту буксирні дороги втратили своє значення. Зараз вони використовуються для піших, велосипедних, рідше кінних прогулянок.